# Estaurita
Estaurita è un termine greco (da Stauros: ossia luogo dove viene esposta la croce) che si riferisce ad un sistema amministrativo di tipo laico-ecclesiastico, ed esprimeva la capacità di una comunità ad amministrarsi autonomamente. Il governo era guidato da due o tre membri estauritari, eletti di anno in anno da un'assemblea popolare che veniva radunata al suono delle campane nella piazza principale del luogo, secondo un sistema politico-amministrativo molto più vicino al modello comunale, che si andava affermando in quel periodo nell'Italia centro-settentrionale, che non a quello monarchico-feudale, tipico delle regioni meridionali.
Il termine, poi, rimase nel linguaggio corrente dell'Italia meridionale (in particolare a Napoli e dintorni) per indicare confraternite che si amministravano autonomamente.